# Pontic
Le Pontic est un transbordeur à bagages et navire transporteur d'eau mis en service par la White Star Line en 1894. Construit par les chantiers Harland & Wolff de Belfast, il est destiné à remplacer le vieux Traffic. Durant vingt-cinq ans, le Pontic est employé dans le port de Liverpool par la compagnie afin d'embarquer les bagages sur les paquebots qui le desservent. Il est associé à un autre transbordeur, pour sa part chargé des passagers : le Magnetic.
En 1919, devenu inutile à la compagnie, il est vendu à la société Rea Towing Co. qui lui conserve son nom et ses fonctions, mais l'utilise également parfois comme grue flottante, ou pour transporter de petites cargaisons à Manchester. En 1925, il est vendu pour démolition à John Donaldson, de Glasgow. Une collision ayant retardé sa démolition, il est finalement utilisé pendant cinq ans comme barge à charbon et transporteur, avant d'être démoli en 1930.

## Histoire

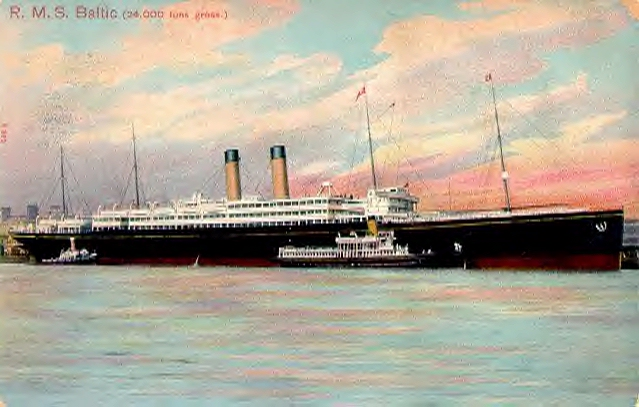
À Liverpool, le Pontic sert de concert avec le Magnetic, ici aux côtés du Baltic.

Dans les années 1870, afin de faciliter le chargement des bagages à bord de ses navires au départ de Liverpool, la White Star Line met en service un petit transbordeur à coque en bois, le Traffic, qui la sert durant vingt années. Avec les années, cependant, la compagnie met en service de nouveaux paquebots de prestige comme le Teutonic et le Majestic. Pour faire embarquer leurs passagers, un transbordeur est rapidement construit, le Magnetic. Pour l'accompagner, il devient vite nécessaire de lui adjoindre un nouveau transbordeur à bagages remplaçant le Traffic. Contrairement à ce dernier, construit en bois et dans des chantiers proches de Liverpool, le nouveau transbordeur, le Pontic, est construit dans les chantiers Harland & Wolff de Belfast, constructeurs attitrés de la White Star.
Bien qu'il soit construit dans les mêmes chantiers que les plus prestigieux paquebots de la compagnie, le Pontic est un navire purement fonctionnel : ses machines à triple expansion, chaudières et sa petite cheminée sont en effet placées tout à l'arrière, afin de laisser un maximum d'espace libre sur le pont pour disposer les bagages. Le transbordeur est lancé le 3 février 1894 et livré à la compagnie le 13 avril suivant, pour être mis en service peu après. Avec ses 395 tonneaux de jauge brute, et ses 45 mètres sur 8, c'est un navire très modeste, bien qu'il soit deux fois plus volumineux que le Traffic et moitié plus long. Outre ses ponts à bagages, il est également conçu pour transporter de l'eau et dispose de trois citernes d'une capacité de 50 000 litres. Il est un temps commandé par le capitaine Ponting, la similitude entre le nom du capitaine et de son navire ne manquant pas d'être relevée à l'époque.
Durant vingt-cinq ans, le Pontic remplit son rôle sans encombre. Finalement, le 9 octobre 1919, il n'est plus jugé utile par la compagnie, et est vendu à la Rea Towing Co. de Liverpool pour 5 122 livres sterling. Il ne change pas de nom, et occupe principalement les mêmes fonctions. Il arrive cependant que sa nouvelle compagnie l'utilise également comme grue flottante sur la Mersey, ou lui fasse transporter des marchandises devant être embarquées à Manchester en passant sur le canal maritime, afin d'éviter à de plus gros navires de payer inutilement les frais de passage.
Le 23 janvier 1925, le Pontic est vendu pour 1 740 livres à John Donaldson, démolisseur de Glasgow. Une collision avec un vaisseau feu au large de Birkenhead entraîne cependant des réparations, et le navire n'est finalement pas détruit. Amené à Glasgow, il est exploité par la Donaldson Coal Tender Ltd qui en fait un charbonnier, et l'utilise également parfois pour transporter du ballast. Le navire est finalement démoli en 1930.